# New Build
New Build es una banda inglesa y estadounidense de Electro Pop, conformada por los miembros de Hot Chip Al Doyle y Felix Martin, Pat Mahoney de LCD Soundsystem, Janine Rostron de Planningtorock y Tom Hopkins.
Su debut discográfico tiene el nombre de "Yesterday was lived and lost", editado en 2012, con lanzamiento el 5 de marzo en Inglaterra y el 3 de abril del mismo año en Estados Unidos, del cual se desprenden los sencillos "Misery Loves Company" y "Do You Not Feel Loved?".
Sus influencias se encuentran entre el Funk y el Ambient Pop sintetizado, con pasajes más bailables.
La gira de presentación de su primer disco tiene planeadas fechas en Glasgow, Leeds, Manchester, Nueva York, París y Berlín entre otros conciertos.
El debut discográfico de esta banda se realiza luego de una gran expectativa por ver a miembros de las reconocidas bandas del ambiente LCD Soundsystem y Hot Chip en un nuevo proyecto.

## Discografía

### Sencillos
| Año  | Canción                  | Álbum                        |
| ---- | ------------------------ | ---------------------------- |
| 2012 | "Do You Not Feel Loved?" | Yesterday was lived and lost |
| 2012 | "Misery Loves Company"   | Yesterday was lived and lost |

### Álbumes
- Yesterday was lived and lost - 2012, Lanark Recordings